# Prawo do dysponowania nieruchomością na cele budowlane
Prawo do dysponowania nieruchomością na cele budowlane – tytuł prawny wynikający z prawa własności, użytkowania wieczystego, zarządu, ograniczonego prawa rzeczowego albo stosunku zobowiązaniowego, przewidującego uprawnienia do wykonywania robót budowlanych.
Według art. 4 ustawy Prawo budowlane: 

Każdy ma prawo zabudowy nieruchomości gruntowej, jeżeli wykaże prawo do dysponowania nieruchomością na cele budowlane, pod warunkiem, zgodności zamierzenia budowlanego z przepisami.
Poniżej scharakteryzowano bardziej szczegółowo formy i odmiany własności, wynikające z regulacji Kodeksu cywilnego (kursywą oznaczono ograniczone prawa rzeczowe, które nie są prawem do dysponowania nieruchomością na cele budowlane).
1. Współwłasność (prawo własności) – może to być współwłasność łączna (np. w przypadku małżeństwa, gdzie oboje małżonków posiada taki sam tytuł do własności całej nieruchomości) albo współwłasność ułamkowa, czyli taka, gdzie każdy ze współwłaścicieli jest posiadaczem określonej części nieruchomości. Może ona powstać np. w wyniku przyjęcia spadku przez kilku spadkobierców.
2. Użytkowanie wieczyste jest uregulowane w tytule II Kodeksu cywilnego oraz w ustawie z dnia 21 sierpnia 1997 roku o gospodarce nieruchomościami i stanowi prawno-rzeczową formę długotrwałego korzystania z gruntów stanowiących własność Skarbu Państwa lub jednostek samorządu terytorialnego. Użytkownikowi wieczystemu przysługują dwa podstawowe uprawnienia: 
  - uprawnienie do korzystania z nieruchomości;
  - uprawnienie do rozporządzania swoim prawem.
3. Zarząd nieruchomością stanowi własność Skarbu Państwa lub własność gminy, stosownie do ustawy o gospodarce nieruchomościami. Jest to forma władania nieruchomością przez państwową lub samorządową jednostkę organizacyjną nie posiadającą osobowości prawnej. Jednostki te mają prawo do zabudowy, odbudowy, nadbudowy, przebudowy lub modernizacji obiektu budowlanego zgodnie z przepisami Prawa budowlanego.
4. Ograniczone prawami rzeczowymi są: 
  - użytkowanie – polega na korzystaniu z rzeczy stanowiącej własność innej osoby. Użytkownik ma prawo do używania rzeczy oraz pobierania z niej pożytków, ale podlega ograniczeniu w zakresie uprawnień jako osoba fizyczna, albowiem obowiązany jest zachować substancję oraz dotychczasowe przeznaczenie rzeczy.
  - służebność,
  - zastaw (nie dotyczy jednak nieruchomości),
  - spółdzielcze własnościowe prawo do lokalu (nie dotyczy jednak gruntu, lecz lokalu),
  - hipoteka (nie uprawnia jednak do korzystania z nieruchomości).
5. Stosunek zobowiązaniowy – wynika on z zawartej umowy, zazwyczaj najmu lub dzierżawy. Umowa taka nie musi mieć poświadczenia notarialnego, natomiast powinna definiować uprawnienie do wykonywania robót i/lub obiektów budowlanych w obrębie nieruchomości. Zgoda wynajmującego jest konieczna do przeprowadzenia jakichkolwiek zmian w nieruchomości, które pociągałyby za sobą konieczność zgłaszania ich lub uzyskiwania pozwolenia. Podobnie sytuacja wygląda w przypadku dzierżawy.